# Eccellenza Lombardia 1994-1995
Il campionato italiano di calcio di Eccellenza regionale 1994-1995 è stato il quarto organizzato in Italia. Rappresenta il sesto livello del calcio italiano.
Il campionato è strutturato in vari gironi all'italiana su base regionale, i Comitati Regionali di competenza; questo è il campionato regionale della regione Lombardia gestito dal Comitato Regionale Lombardia.
Fino alla stagione 1994-1995 la provincia di Piacenza è stata di competenza del Comitato Regionale Lombardia così come la provincia di Mantova è stata gestita dal Comitato Regionale Emilia-Romagna.
Per delibera della Lega Nazionale Dilettanti i due Comitati Regionali all'inizio della stagione 1995-1996 si sono scambiati le due province e solo su richiesta motivata delle singole società è stato loro concesso, in deroga alle disposizioni federali e ai limiti territoriali regionali, di disputare il campionato gestito da un altro Comitato Regionale.

## Girone A

### Squadre partecipanti
| Club                       | Città                   |
| -------------------------- | ----------------------- |
| A.C. Bareggio              | Bareggio (MI)           |
| A.C. Besana S.r.l.         | Besana in Brianza (MI)  |
| A.S. Brianza Calcio        | Barzanò (LC)            |
| U.S. Caronnese             | Caronno Pertusella (VA) |
| G.S. Castanese B.P.M.      | Castano Primo (MI)      |
| A.C. Cesano Boscone        | Cesano Boscone (MI)     |
| U.S. Cistellum             | Cislago (VA)            |
| F.C. Corbetta S.r.l.       | Corbetta (MI)           |
| U.S. Guanzatese            | Guanzate (VA)           |
| A.C. Magenta               | Magenta (MI)            |
| U.S. Mozzatese Calcio      | Mozzate (CO)            |
| Nuova Cerchiate Pero F.C.  | Pero (MI)               |
| A.S. Oggiono Calcio S.r.l. | Oggiono (LC)            |
| A.S. Real Cesate S.r.l.    | Cesate (MI)             |
| F.C. Travedona             | Travedona Monate (VA)   |

### Classifica finale
|  | Pos. | Squadra              | Pt | G  | V  | N  | P  | GF | GS | DR  |
|  | ---- | -------------------- | -- | -- | -- | -- | -- | -- | -- | --- |
|  | 1.   | Corbetta             | 43 | 30 | 15 | 13 | 2  | 36 | 15 | +21 |
|  | 2.   | Guanzatese           | 43 | 30 | 17 | 9  | 4  | 45 | 17 | +28 |
|  | 3.   | Caronnese            | 41 | 30 | 16 | 9  | 5  | 42 | 24 | +18 |
|  | 4.   | Mozzatese            | 33 | 30 | 13 | 7  | 10 | 38 | 27 | +11 |
|  | 5.   | Brianza              | 31 | 30 | 9  | 13 | 8  | 31 | 29 | +2  |
|  | 6.   | Besana               | 30 | 30 | 9  | 12 | 9  | 31 | 29 | +2  |
|  | 7.   | Oggiono              | 29 | 30 | 7  | 15 | 8  | 34 | 36 | -2  |
|  | 7.   | Nuova Cerchiate Pero | 29 | 30 | 8  | 13 | 9  | 35 | 40 | -5  |
|  | 9.   | Cistellum            | 28 | 30 | 8  | 12 | 10 | 26 | 31 | -5  |
|  | 9.   | Bareggio             | 28 | 30 | 7  | 14 | 9  | 33 | 40 | -7  |
|  | 11.  | Gavirate             | 26 | 30 | 6  | 14 | 10 | 26 | 35 | -9  |
|  | 12.  | Cesano Boscone       | 25 | 30 | 6  | 13 | 11 | 27 | 34 | -7  |
|  | 12.  | Castanese B.P.M.     | 25 | 30 | 5  | 15 | 10 | 20 | 27 | -7  |
|  | 14.  | Real Cesate          | 24 | 30 | 7  | 10 | 13 | 32 | 34 | -2  |
|  | 15.  | Travedona            | 23 | 30 | 5  | 13 | 12 | 20 | 43 | -23 |
|  | 16.  | Magenta              | 22 | 30 | 5  | 12 | 13 | 20 | 35 | -15 |

Legenda:

      Promosso al Campionato Nazionale Dilettanti 1995-1996.
       Perde lo spareggio ed è ammesso ai play-off nazionali.
      Retrocesso in Promozione Lombardia 1995-1996.
Note:

Due punti a vittoria, uno a pareggio, zero a sconfitta.

### Spareggio 1º posto
| Solbiate Olona ??? 1995 | Corbetta | 1 – 0 | Guanzatese |  |

## Girone B

### Squadre partecipanti
| Club                         | Città                 |
| ---------------------------- | --------------------- |
| U.S. Albegno                 | Albegno (BG)          |
| U.S. Bagnolese               | Bagnolo Mella (BS)    |
| U.S. Bellusco C.G.           | Bellusco (MI)         |
| U.S. Breno 90 S.r.l.         | Breno (BS)            |
| A.C. Calolziocorte           | Calolziocorte (LC)    |
| A.C. Clusone Alto Serio      | Clusone (BG)          |
| U.S. Gandinese               | Gandino (BG)          |
| A.C. Montichiari             | Montichiari (BS)      |
| Nuova Brembillese            | Brembilla (BG)        |
| U.S. Orsa Iseo               | Iseo (BS)             |
| U.S. Ponte San Pietro S.r.l. | Ponte San Pietro (BG) |
| A.C. Salò Benaco             | Salò (BS)             |
| U.S. Stezzanese Calcio       | Stezzano (BG)         |
| C.S. Trevigliese             | Treviglio (BG)        |
| S.S. Tritium 1908            | Trezzo sull'Adda (MI) |
| A.C. Verdello                | Verdello (BG)         |

### Classifica finale
|  | Pos. | Squadra            | Pt | G  | V  | N  | P  | GF | GS | DR  |
|  | ---- | ------------------ | -- | -- | -- | -- | -- | -- | -- | --- |
|  | 1.   | Ponte San Pietro   | 40 | 30 | 13 | 14 | 3  | 31 | 14 | +17 |
|  | 2.   | Montichiari        | 38 | 30 | 12 | 14 | 4  | 35 | 22 | +13 |
|  | 3.   | Bellusco           | 37 | 30 | 10 | 17 | 3  | 39 | 18 | +21 |
|  | 4.   | Tritium            | 35 | 30 | 12 | 11 | 7  | 26 | 20 | +6  |
|  | 5.   | Bagnolese          | 34 | 30 | 12 | 10 | 8  | 39 | 29 | +10 |
|  | 6.   | Trevigliese        | 32 | 30 | 10 | 12 | 8  | 28 | 27 | +1  |
|  | 7.   | Salò Benaco        | 31 | 30 | 10 | 11 | 9  | 37 | 27 | +10 |
|  | 8.   | Clusone Alto Serio | 30 | 30 | 11 | 11 | 8  | 27 | 21 | +6  |
|  | 8.   | Stezzanese         | 30 | 30 | 8  | 14 | 8  | 26 | 27 | -1  |
|  | 10.  | Gandinese          | 29 | 30 | 7  | 15 | 8  | 24 | 26 | -2  |
|  | 11.  | Verdello           | 28 | 30 | 8  | 12 | 10 | 30 | 38 | -8  |
|  | 12.  | Albegno            | 26 | 30 | 9  | 8  | 13 | 27 | 34 | -7  |
|  | 12.  | Nuova Brembillese  | 26 | 30 | 7  | 12 | 11 | 25 | 35 | -10 |
|  | 14.  | Orsa Iseo          | 24 | 30 | 6  | 12 | 12 | 33 | 46 | -13 |
|  | 15.  | Calolziocorte      | 23 | 30 | 3  | 17 | 10 | 27 | 44 | -17 |
|  | 16.  | Breno 90           | 14 | 30 | 2  | 10 | 18 | 20 | 46 | -26 |

Legenda:

      Promosso al Campionato Nazionale Dilettanti 1995-1996.
      Ammesso ai play-off nazionali.
      Retrocesso in Promozione Lombardia 1995-1996.
Note:

Due punti a vittoria, uno a pareggio, zero a sconfitta.

## Girone C

### Squadre partecipanti
| Club                          | Città                                   |
| ----------------------------- | --------------------------------------- |
| Aurora S.C. Desio             | Desio (MI)                              |
| A.C. Bressana                 | Bressana Bottarone (PV)                 |
| A.C. Broni                    | Broni (PV)                              |
| F.C. Cassano 1966             | Cassano d'Adda (MI)                     |
| F.C. Casteggio 1898           | Casteggio (PV)                          |
| A.C. Cernusco                 | Cernusco sul Naviglio (MI)              |
| G.S. Concorezzese             | Concorezzo (MI)                         |
| A.S. Giana Erminio            | Gorgonzola (MI)                         |
| S.P. Oltrepò S.r.l.           | Stradella (PV)                          |
| A.S. Pizzighettone            | Pizzighettone (CR)                      |
| S.S. Pro Lissone              | Lissone (MI)                            |
| A.S. Sancolombano Calcio      | San Colombano al Lambro (MI)            |
| A.C. Sant'Angelo              | Sant'Angelo Lodigiano (LO)              |
| U.S. Soresinese Calcio S.r.l. | Soresina (CR)                           |
| U.S. Vigolo Marchese          | Vigolo Marchese di Castell'Arquato (PC) |
| U.S. Virtus Binasco           | Binasco (MI)                            |

### Classifica finale
|  | Pos. | Squadra         | Pt | G  | V  | N  | P  | GF | GS | DR  |
|  | ---- | --------------- | -- | -- | -- | -- | -- | -- | -- | --- |
|  | 1.   | Sancolombano    | 39 | 30 | 17 | 5  | 8  | 33 | 24 | +9  |
|  | 2.   | Pizzighettone   | 38 | 30 | 15 | 8  | 7  | 47 | 31 | +16 |
|  | 3.   | Pro Lissone     | 36 | 30 | 13 | 10 | 7  | 43 | 33 | +10 |
|  | 3.   | Oltrepò         | 36 | 30 | 14 | 8  | 8  | 47 | 44 | +3  |
|  | 5.   | Cassano 1966    | 33 | 30 | 12 | 9  | 9  | 43 | 29 | +14 |
|  | 6.   | Bressana        | 32 | 30 | 10 | 12 | 8  | 36 | 34 | +2  |
|  | 6.   | Sant'Angelo     | 32 | 30 | 11 | 10 | 9  | 42 | 36 | +6  |
|  | 8.   | Soresinese      | 31 | 30 | 13 | 5  | 12 | 49 | 41 | +8  |
|  | 9.   | Casteggio       | 30 | 30 | 9  | 12 | 9  | 31 | 36 | -5  |
|  | 10.  | Vigolo Marchese | 28 | 30 | 10 | 8  | 12 | 37 | 43 | -6  |
|  | 11.  | Virtus Binasco  | 27 | 30 | 7  | 13 | 10 | 29 | 30 | -1  |
|  | 11.  | Cernusco        | 27 | 30 | 9  | 9  | 12 | 29 | 38 | -9  |
|  | 13.  | Concorezzese    | 26 | 30 | 9  | 8  | 13 | 24 | 29 | -5  |
|  | 14.  | Giana Erminio   | 25 | 30 | 7  | 11 | 12 | 26 | 31 | -5  |
|  | 15.  | Broni           | 20 | 30 | 3  | 14 | 13 | 22 | 44 | -22 |
|  | 15.  | Aurora Desio    | 20 | 30 | 6  | 8  | 16 | 29 | 44 | -15 |

Legenda:

      Promosso al Campionato Nazionale Dilettanti 1995-1996.
      Ammesso ai play-off nazionali.
      Retrocesso in Promozione Lombardia 1995-1996.
Note:

Due punti a vittoria, uno a pareggio, zero a sconfitta.